# Бетти, Энрико
Энри́ко Бе́тти (итал. Enrico Betti, 21 октября 1823, Пистоя — 11 августа 1892, Терриччола) — итальянский математик и физик. Известен своими пионерскими работами по топологии, занимался также общей алгеброй и математическим анализом.
Член Академии деи Линчеи и «Академии сорока» (1860), почётный член Лондонского математического общества (1871), член-корреспондент Прусской академии наук (1881), Гёттингенской академии наук и Шведской королевской академии наук.

## Биография и научная деятельность
Родился в тосканском городе Пистоя, рано остался без отца. Закончил Пизанский университет в 1846 году. Принимал участие в вооружённой борьбе за объединение Италии, затем стал преподавателем в Пизанском университете.
- 1857: профессор высшей алгебры, позже перешёл на кафедру анализа и высшей геометрии.
- 1864: профессор математической физики.
- 1870: профессор небесной механики.

Бетти преподавал также в пизанской Высшей нормальной школе, а с 1864 года стал её директором. В эти годы Высшая нормальная школа стала ведущим учебным заведением Италии. Многие крупные математики Италии второй половины XIX века учились на его лекциях.
Первоначально (1850—1860) исследования Бетти относились к алгебре (он одним из первых оценил теорию Галуа), математическому анализу (эллиптические функции), теории функций. Во время путешествия по Европе (1858) познакомился с Риманом, увлёкся его идеями и продолжил его работы по многомерной геометрии и математической физике. В 1871 году Бетти опубликовал статью «О пространствах произвольного числа измерений» (Sopra gli spazi di un numero qualunque di dimensioni), где появилось понятие, позднее названное «числами Бетти». Название термину дал Анри Пуанкаре, завершивший создание фундамента топологии.
Бетти внёс вклад в многомерную теорию связности поверхностей, в теорию потенциала. В физике исследовал проблемы распространения тепла, гидродинамики, теории капиллярности. В теории упругости открыл важную теорему Бетти.
С 1862 года — член итальянского парламента, в 1884 году стал сенатором.

## Известные ученики
- Чезаре Арцела
- Луиджи Бьянки
- Вито Вольтерра
- Улисс Дини
- Грегорио Риччи-Курбастро
- Федериго Энрикес

## Награды
- Орден Короны Италии
- Савойский гражданский орден
- Орден Святых Маврикия и Лазаря
- Памятная медаль в честь объединения Италии
- Орден Полярной звезды (Швеция)

## Труды
Упомянутая выше самая известная статья Бетти «О пространствах произвольного числа измерений»:
- Betti E. Sopra gli spazi di un numero qualunque di dimensioni Архивная копия от 21 июля 2018 на Wayback Machine. Ann. Mat. pura appl. 2/4 (1871), 140—158. ISSN: 0373-3114.

Двухтомник сочинений Бетти издан посмертно в 1903—1913 годах:
- Opere matematiche di Enrico Betti, pubblicate per cura della R. Accademia de' lincei (2vols.) Архивная копия от 5 ноября 2021 на Wayback Machine (U. Hoepli, Milano, 1903—1913)